# Tonny Ahm
Tonny Kristine Ahm (født Olsen, 21. september 1914 i Ordrup, død 7. april 1993) var en dansk badmintonspiller fra Gentofte Badminton Klub, som vandt en lang række danske mesterskaber samt talrige internationale mesterskaber, herunder flere All England-mesterskaber. Hendes storhedstid var i perioden efter anden verdenskrig. 

## Karriere
Ahm var en alsidig spiller, der både spillede single og double. Således vandt hun 12 danske mesterskaber i damesingle, ni i damedouble og fire i mixed double.
Ved All England vandt hun damedouble seks gange, heraf fem gange (1947, 1948, 1950, 1951 og 1952) sammen med Kirsten Thorndahl (de tabte finalen i 1949), samt med Ruth Dalsgaard i 1939 og med Aase Schiøtt Jacobsen i 1952. I mixed double spillede hun meget sammen med Poul Holm og vandt sammen med ham All England fire gange (1947, 1950, 1951 og 1952).  I single vandt hun turneringen i 1950 og 1952, begge gange med finalesejr over landsmanden Aase Schiøtt Jacobsen. Ahm er dermed en af ganske få spillere, der har vundet alle tre mulige rækker ved All England to gange (1950 og 1952).
Ahm spillede også på landsholdet 30 gange i perioden 1934-1957, og hun var med på det danske landshold, der i 1957 nåede finalen i Uber Cup.
Også i Denmark Open havde hun stor succes. Det første år, denne turnering blev afholdt, i 1936, vandt hun damedouble sammen med Bodil Riise, og hun vandt i alt otte titler i single, otte i damedouble og tre gange i mixed double (to af gangene med malaysiske spillere). I 1949 og 1950 vandt hun alle tre mulige rækker i denne turnering. Hendes sidste Denmark Open-sejre kom i de to doublerækker i 1952.
Hun blev optaget i Badminton Hall of Fame som en af de første spillere overhovedet, hvilket skete i 1997.